# Ulee Blang (Nisam)
Ulee Blang is een bestuurslaag in het regentschap Aceh Utara van de provincie Atjeh, Indonesië. Ulee Blang telt 469 inwoners (volkstelling 2010).